# أساطير بولينيزية
الميثولوجيا البولينيزية أو الأساطير البولينيزية (بالإنجليزية: Polynesian Mythology)‏ تتألف أساطير بولينيزيا - وهي منطقة شاسعة من المحيط الهادئ تتألف من عدة مئات من مجموعات الجزر المنفصلة على نطاق واسع ثقافيًا وسياسيًا. تقع في المنطقة الوسطى من هاواي في الشمال إلى نيوزيلندا في الجنوب، وتضم المنطقة الثلاثية المسماة بولينيزيا أيضًا تاهيتي وساموا وتونغا وتواموتو وجزر كوك وجزر بيتكيرن - من عدة عناصر متعاضدة تكون في مجملها مجموعة من الخرافات أو الحكايات الأسطورية. إنَّ هذه الأساطير تعرض في تضاعيفها وتفاصيلها خلق العالم، وخلق الإنسان، وخلق الحيوانات، وكائنات خارقة وسحرية. وغالبا ما تكون الشخصيات في هذه الأساطير هي آلهة وإلهات، وأنصاف آلهة، وأبطال ثقافيون، ومخادعون وسحرة وبشر يمتلكون قوى خارقة أو حيوانات عجائبية ذات قدرات سحرية، وأرواح الأجداد.
وعلى الرغم من أن أساطير بولينيزيا اتخذت أشكالًا مختلفة على الجزر الأخرى، إلا أن العديد من القصص والموضوعات والآلهة الأساسية كانت متشابهة بشكل مدهش في جميع أنحاء المنطقة.

## أسس الدين والأسطورة

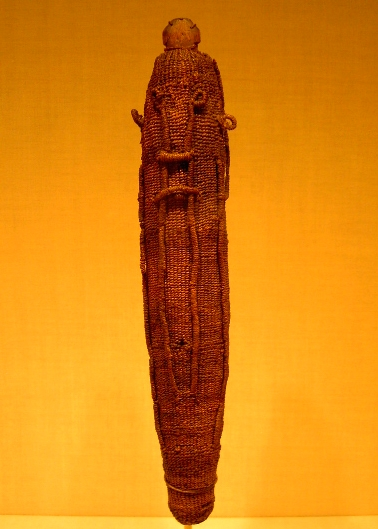
صورة الإله المقدس ملفوفة وهي لإله الحرب أورو.

يعتقد العلماء أن البشر هاجروا أولاً إلى بولينيزيا من جنوب شرق آسيا منذ حوالي ألفي عام. حمل هؤلاء الأشخاص معهم تقاليدهم الأسطورية التي تتحدث حول الأحداث والآلهة والأبطال. مع مرور الوقت انتقل الناس إلى مجموعات جزر مختلفة، وتكييفها الأساطير والمعتقدات الدينية لتناسب بيئاتهم الجديدة. في هذه العملية، أضافوا شخصيات وأحداث جديدة إلى الخرافات والأساطير التقليدية. ومع ذلك، بقيت العناصر الأساسية للدين والأسطورة دون تغيير نسبيًا في جميع أنحاء الجزر، وظهرت مجموعة من الآلهة والإلهات متميزة إلى حد ما.
ركز الدين البولينيزي والأساطير بشكل كبير على الطبيعة، وخاصة بيئة المحيطات. أصبح البولينيزيون أسياد الملاحة وغيرها من مهارات الملاحة البحرية، ودينهم وخرافاتهم تعكس بقوة أهمية الطبيعة والبحر. يعتقد البولينيون أن كل الأشياء في الطبيعة، بما في ذلك البشر، تحتوي على قوة مقدسة وخارقة للطبيعة تسمى (مانا). مانا يمكن أن تكون جيدة أو شريرة، والأفراد والحيوانات والأشياء الأخرى تحتوي كميات متفاوتة من المانا.
لأن المانا كان مقدسًا، اخترع البولينيزيون قواعد معقدة لحمايته. لم يُسمح للناس العاديين، على سبيل المثال، بلمس ظلال قائد عظيم. ولا يمكنهم أن يخطوا داخل البساتين المقدسة أو المعابد. كانت عقوبة كسر القواعد المحرمة، والمعروفة باسم تابو tapus (مصدر كلمة المحرمات)، هي الموت في الغالب. كان يعتقد أن المرض والحزن يأتيان من خرق أدنى المحرمات.
شملت الديانة البولينيزية العديد من الآلهة والإلهات المحلية وكذلك الآلهة العظيمة من البانثيون. شعر الناس بعلاقة شخصية وثيقة مع آلهتهم ومختلف الأبطال، ومع أنصاف الآلهة، والمخادعين في أساطيرهم. كانت الشخصية الأكثر شعبية هي موي، المحتال البطل المعروف في بولينيزيا.
شملت عبادة الآلهة الترنيمات والصلوات، وطقوس تفصيلية، وتضحيات (بما في ذلك التضحية البشرية) التي تؤديها فئات مختلفة من الكهنة، وكان بعضهم يلعبون دور الوحي. ازدهر السحر أيضًا بين البولينيزيين الذين استخدموا التمائم والسحر والتعاويذ لاستدعاء الآلهة أو طلب الإرشاد أو المساعدة.

## أسطورة اليام
تعتبر اليام الحلوة أو البطاطا الحلوة أحد المحاصيل الغذائية الأساسية في بولينيزيا. يشرح عدد من الخرافات أصل هذا الغذاء المهم. تروي أحد أساطير الماوري كيف ذهب الإله رونغو مَوي إلى الجنة لرؤية شقيقه Wahnui، الوصي على اليام. سرق رونغو مَوي اليام، وأخفاها في ملابسه، وعاد إلى الأرض. بعد فترة وجيزة، جعل زوجته «باني» حاملا، وأنها أنجبت فيما بعد اليام، وهو أول طعام على وجه الأرض. فأعطى رونغو مَوي هذا الطعام للبشر.

## الآلهة والإلهات
يتكون البانثيون من الآلهة العظيمة في ثقافة البولينيزيين، ومن الكائنات الماوراء طبيعية المتصلة بالسحر والعجائب، ومن أنصاف الآلهة، وشخصية المخادع المؤذية والماكرة التي تظهر في الكثير من الميثولوجيات المختلفة في العالم، واحتفالات طقسية تتبع أنماطا محددة سلفا، وكاهن الوحي أو الوسيط بين الناس والآلهة والذي يتكلم في المعبد أو المحراب المخصص لهذا الشأن، والتمائم والتعاويذ أو الطلاسم التي تكتب بحروف غريبة يعتقد أنها تجعل التعويذة ذات قوى خارقة، والأناشيد والتراتيل الدينية السحرية، والعبادة الجماعية التي تجعل الشخص يفنى في الإله ويتحد معه، أو مع المعتقد.
ينظم الكهنة عادة المهرجانات والاحتفالات الدينية ويقودونها. في بعض الأماكن، تولت منظمات الطوائف الخاصة، التي تتألف من رواة القصص والموسيقيين والراقصين وغيرهم من الفنانين، تنظيم الأنشطة الاحتفالية. غالبًا ما شملت الاحتفالات المقدسة الغناء والرقص ورواية القصص والعروض الدرامية. وقد نشأت رقصة الهولا كرقصة احتفالية مقدسة.

### آسماء الآلهة والأبطال
| آسماء الآلهة والأبطال والشخصيات | آسماء الآلهة والأبطال والشخصيات         |
| الاسم                           | التخصص                                  |
| ------------------------------- | --------------------------------------- |
| أتيا وبابا                      | إلهان خالقان، وهما السماء والأرض        |
| حوميتي كيتيكي                   | إله النباتات                            |
| في إي                           | إله الموتى                              |
| فيفارنجو                        | إله البحارة                             |
| هوميا                           | إلهة الخصب والنماء                      |
| ماراما                          | إلهة القمر                              |
| ماکي                            | إله البحر                               |
| موي                             | مخادع كبير وبطل قوى في أساطير مالينيزيا |
| إهويهو                          | إله الخلق                               |
| إيوا                            | مخادع ولص                               |
| لاكا                            | إلهة الرقص                              |
| لونو                            | إله ثلاثي الأوجه                        |
| كانا                            | مخادع                                   |
| کـاي                            | كاهن عجوز شرير                          |
| أورو                            | إله الحرب                               |
| باباتوانوكو                     | الإلهة الأم                             |
| بيلي                            | إلهة البراكين                           |
| بكوي                            | بطل، صائد الفئران                       |
| تيكي                            | الإنسان الأول                           |
| تو                              | إله حرب                                 |
| فاري ما تاكيري                  | إلهة أم                                 |

## أساطير الخلق

### إهويهو
قبل إهويهو إله الخلق لم يكن ثمة شيء. فخلق المياه الأولى التي طفا على سطحها تینو تاتا Tino Tata خالق البشر. وأما السماء والأرض (أتيا وبابا) ففي إحدى الأساطير أنهما دخلا في عناق جنسي قوي حتى أن أحدا من أبنائهم لم يستطع فكهما. وأخيرا، تآمر الأبناء على قتل الوالدين (الأب والأم) غير أن أحد الأبناء واسمه تین Tane اقترح أن يقوم بفصل الوالدين تماما، وبعد أن نجح في ذلك تشكلت السماء منفصلة والأرض منفصلة. ويروى أن ماكي هو الذي يقوم بحماية الجزر الشرقية وهو الذي خلق الناس والحيوانات وطائره المقدس هو سنونو البحر.

### المخادع

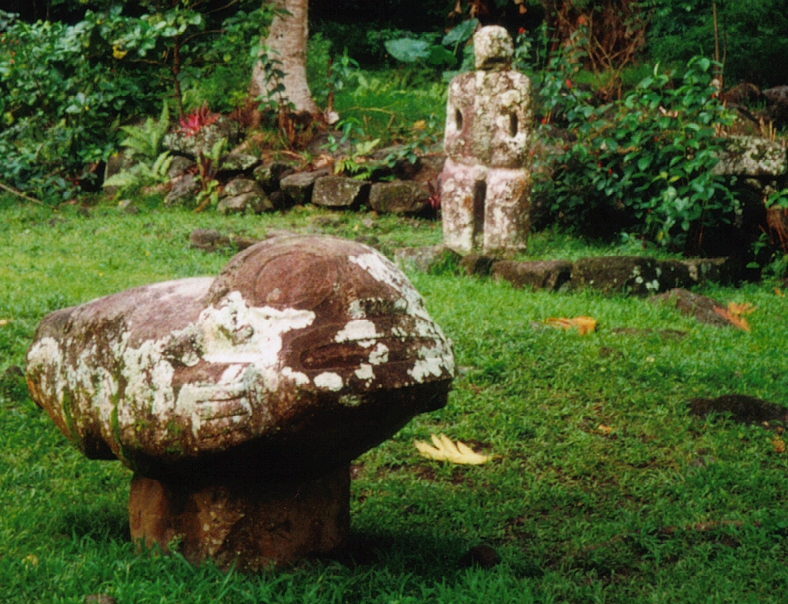
منحوتات حجرية في جزر هاواي

موي هو مخادع كبير وبطل قوي في أساطير مالينيزيا، وأساطير بولينيزيا أوقع الشمس في شرك وسرق منها النار وأعطاها للجنس البشري. لكنه مات وهو يهب الإنسان الخلود. والده هو تاما أي السماء، وأمه تارنجا. ولدته أمه تارنجا ولدته قبل موعده، وبعد ولادته لفته أمه في خصلة شعر من شعرها وألقت به إلى الأمواج المتكسرة على الشاطيء غير أن السمك الهلامي التف حول المولود وحماه من أي أذى. ونظر الإله تاما Tama من عليائه فوجد شيئا يطفو على سطح الماء، فهبط ليستطلع الأمر، فوجد مولودا حديث الولادة فحمله إلى بيته في السماء، وعاش الطفل في السماء، لكنه بعد فترة أصبح قلقا، فهو يريد أن يهبط إلى الأرض ليرى أمه وأخوته.
وذات يوم نفذ رغبته بالفعل واقتحم القصر الذي كانت تعيش فيه أسرته، فوجدهم يتحلقون البهو الكبير ليرقصوا، فجلس خلف أخوته في انتظار أمه تارنجا -Ta ranga لتعد أولادها، وقامت الأم باحضار الأبناء وعندما وصلت إلى «موي» قالت له أنك لست واحدا من أبنائی، غير أن الصبي روی لها قصته فتذكرته أمه وصاحت: وأنت حقا آخر أبنائي؟ وأخذته إلى غرفتها لينام في فراشها. وعندما شاهد والده الإله، تاما، من عليائه هذا المنظر كان في غاية السعادة حتى أنه دعا إلى إقامة حفل في السماء بهذه المناسبة.
وتخبرنا أسطورة أن موي مع أخوته صنعوا شبكة كبيرة أوقعوا فيها إله الشمس في شراكها في اللحظة التي استيقظ فيها. وفي أسطورة أخرى أنه هبط إلى العالم السفلى وسأل الإلهة «ماهوکي» أن تعطيه قبعة من النار التي تطهر بها الطعام فأعطته واحدا من أظافرها يحتوى على النيران. وبعد فترة عاد مرة أخرى يسألها أن تعطيه ظفرا آخر حيث أن النار خبت فأعطته واحدا آخر، ولقد كرر «موي» السؤال حتى لم يعد للإله سوی ظفر واحد ألقت به على الأرض فانفجر لهبا، في ذلك اليوم تعلم الناس استحداث النار بحك حجرين معا.
أما (إيوا) وهو مخادع ولص فيروى أنه كان يسرق حتى وهو في رحم أمه.. وقعت منافسة ذات مرة بينه وبين غيره من اللصوص للتسابق حول من يستطيع أن يملأ بيته من المسروقات في ليلة واحدة. وانتظر إيوا حتی نام جميع اللصوص ثم سرق كل ما في منازلهم وملأ بها بيته. وكان إيوا يملك زورقا بمجداف سحري استطاع بواسطته أن ينتقل بسرعة من جزيرة إلى أخرى من جزر هاواي بأربع ضربات من المجداف.
وكانا هو مخادع أيضًا، ولد على هيئة جبل، اختطف فتاة ووضعها على تل في إحدى الجزر، لكنه كلما مد نفسه لکی يصل إلى الفتاة كبر التل وابتعدت الفتاة أكثر فذهب إلى جدته «أولی أنكاكا» لكي يأكل لأنه أصبح نحيفا جدا من محاولاته المستمرة في مط نفسه لكي يصل إلى الفتاة. غير أن جدته أخبرته أن هذه الجزيرة عملاقة بالفعل، وأن جميع محاولانه سوف تبوء بالفشل، فاقتنع ورجع إلى الجزيرة وأنقذ الفتاة بأن أعادها إلى أهلها.

### كهنة
إنَّ كاي في أساطير بولينيزيا كاهن عجوز شریر تم ذبحه وأكله. دعا «تنيراو» إله البحر الكاهن کاي، لاحتفال خاص لتسمية ابنه. غير أن الكاهن أثناء الاحتفال اقتطع قطعة صغيرة من لحم الحوت المدلل عند إله البحر واكلها فوجد مذاقها لذيذا، رغم أن الحوت كان لا يزال على قيد الحياة. فسأل الكاهن الإله عما إذا كان من الممكن أن يعود إلى بيته ممتطيا ظهر حوته المدلل فوافق الإله، وأن إشترط على کاي النزول من على ظهر الحوت عندما تصبح المياه ضحلة وإلا مات الحيوان.
غير أن كاي تعمد أن يسير بالحوت في المياه الضحلة حتى مات فأخذه إلى بيته وأكله. ونقلت الرياح رائحة لحم الحوت إلى إله البحر، فأرسل أربعين فتاة من الراقصات لاستجلاء الأمر. وقيل لهن إنهن يستطعن التعرف على الكاهن من أسنانه المعوجة. فذهبت الفتيات وبدأن الرقص والغناء بطريقة جعلت الناس تضحك. غير أن الكاهن أبقى فمه مغلقا حتى لا تظهر أسنانه. لكنه في النهاية لم يستطع أن يقاوم الضحك، فكشف عن أسنانه فتعرفت عليه الفتيات في الحال، فانتظرن حتی نام ببعض التعاويذ، وحملنه إلى إله البحر الذي قام بذبحه واكله. ويقول المواطنون أنه من هنا جاءت عادة أكل لحوم البشر. وفي نسخة أخرى من الأسطورة نفسها أن کاي كان متزوجا من الإلهة هنا Hina وأنهما معا ركبا ظهر الحوت.